# Grzegorz Eitel
Grzegorz Eitel (Varsovia, 14 de enero de 1981) es un deportista polaco que compitió en judo. Ganó una medalla de bronce en el Campeonato Mundial de Judo de 2008, en la categoría abierta.

## Palmarés internacional
| Campeonato Mundial | Campeonato Mundial         | Campeonato Mundial | Campeonato Mundial |
| Año                | Lugar                      | Medalla            | Categoría          |
| ------------------ | -------------------------- | ------------------ | ------------------ |
| 2008               | Levallois-Perret (Francia) | Medalla de bronce  | Abierta            |